# ジョン・プレスコット
プレスコット男爵ジョン・レスリー・プレスコット（英語: John Leslie Prescott, Baron Prescott、1938年5月31日 - 2024年11月20日）は、イギリスの政治家。労働党のトニー・ブレア首相の下で副首相および副党首を務めた。

## 来歴

### ブレアとの出会い
オックスフォードにあるラスキン・カレッジ出身。1970年、労働党から庶民院議員に初当選する。当初、労働党ではオールド・レイバー、伝統主義者などと呼ばれた、労組出身の守旧派であった。しかし、クローズドショップ制（会社が労組員以外を採用できない制度）の廃止を巡り、元影の雇用大臣として、党近代化を進めるトニー・ブレアに協力する。プレスコットも、影の雇用大臣時代に、クローズドショップ制が時代遅れであることは痛感していた。

### 副党首へ
1992年の副党首選挙に敗れ、1994年の党首選挙でも、トニー・ブレアの優勢が伝えられていたが、党首選挙が必要であるとの判断と、副党首選への布石としてこれに出馬、次点におさまる。案の定、続く副党首選挙でトニー・ブレア党首のもと副党首に選出された。
ブレアは、プレスコットが党内左派で、「完全雇用」やEU統一通貨導入反対を口にするなど、自分とは政策的に対立していることを承知しながらも、プレスコットが党首に対しては従順であることを見抜いていた。また、後に「デイリー・ミラー」紙の政治記者だったアリスター・キャンベルが報道官として採用され、ブレアとプレスコットの間の伝令役・潤滑油になったことも、両者の関係が円滑にすすんだ要因となった。
新党首ブレアが進めた、党綱領第4条（国有化条項）の改定にあたり、ブレアはプレスコットを改定反対派に対する抑えとして活用し、これを成功させた。この第4条改定に協力して以降、プレスコットはブレアにとって最も必要な実力者になっていった。プレスコット自身も、党内左派を抑え、副党首として忠実にブレアを守った。
1997年の総選挙で労働党が勝利し、ブレア政権が発足すると、環境・運輸・地域担当の副首相に任命された。同年、地球温暖化防止会議に出席し、京都議定書の取りまとめにも活躍した。

### 叙爵と死去
2010年5月28日、プレスコットに一代貴族の称号が授与されることが発表され、6月15日に官報にあたるロンドン・ガゼットで解散栄誉として公示された。プレスコットは7月8日にイースト・ライディング・オブ・ヨークシャーのキングストン・アポン・ハルのプレスコット男爵として下院に紹介され、7月7日付けの特許状が7月12日に発表された。
アルツハイマー病との闘病の末、2024年11月20日に死去した。86歳没。

## エピソード
2001年5月16日、総選挙の遊説運動中に、農場で働く男から卵を投げつけられる。直後に冷静さを失い、自ら男を殴り、もみ合いになってしまう。警備が間に入りことは収まったが、選挙期間中に副党首・副首相が一般人と喧嘩をするシーンがテレビカメラに収められ、繰り返し報道された（動画）。
メディアでは厳しい批判にさらされたが、一方でプレスコットを応援する声も多く、事件の後プレスコットに激励の電話や手紙が殺到、遊説先では大歓迎されることもあった。ブレア首相はこの件に関し 「まぁ、ジョンだからな」と苦笑いし、「彼が私の代理でよかったと思うよ」と擁護した。